# Пиетро Виерховод
Пиетро Виерховод (на италиански: Pietro Vierchowod) е италиански футболист, защитник. Роден е на 6 април 1959 г. в град Калчинате. Футболист от украински произход, чийто баща остава да живее в Италия.

## Кариера
Играе в „Романезе“ през 1975–1976 г., "Комо" от 1976 до 1981 г. (30 мача), „Фиорентина“ през 1981–1982 г. (28 мача), "Рома" през 1982–1983 г. (30 мача), „Сампдория“ от 1983 до 1995 г. (358 мача), „Ювентус“ през 1995–1996 г. (21 мача), „Милан“ през 1996–1997 г. (16 мача), „ФК Пиаченца“ от 1997 до 2000 г. (79 мача). Шампион през 1983 и 1991 г., носител на купата през 1985, 1988, 1989 и 1994 г. Носител на КЕШ през 1996 г., както и на КНК през 1990 г. Има 562 мача в първенството, както и 45 мача и 2 гола в националния отбор в периода 1981–1993 г. Участва на СП-82 (първо място), СП-86 (осминафинал) и СП-90 (трето място). Бивш треньор на „Фиорентина“.